# Limbă creolă

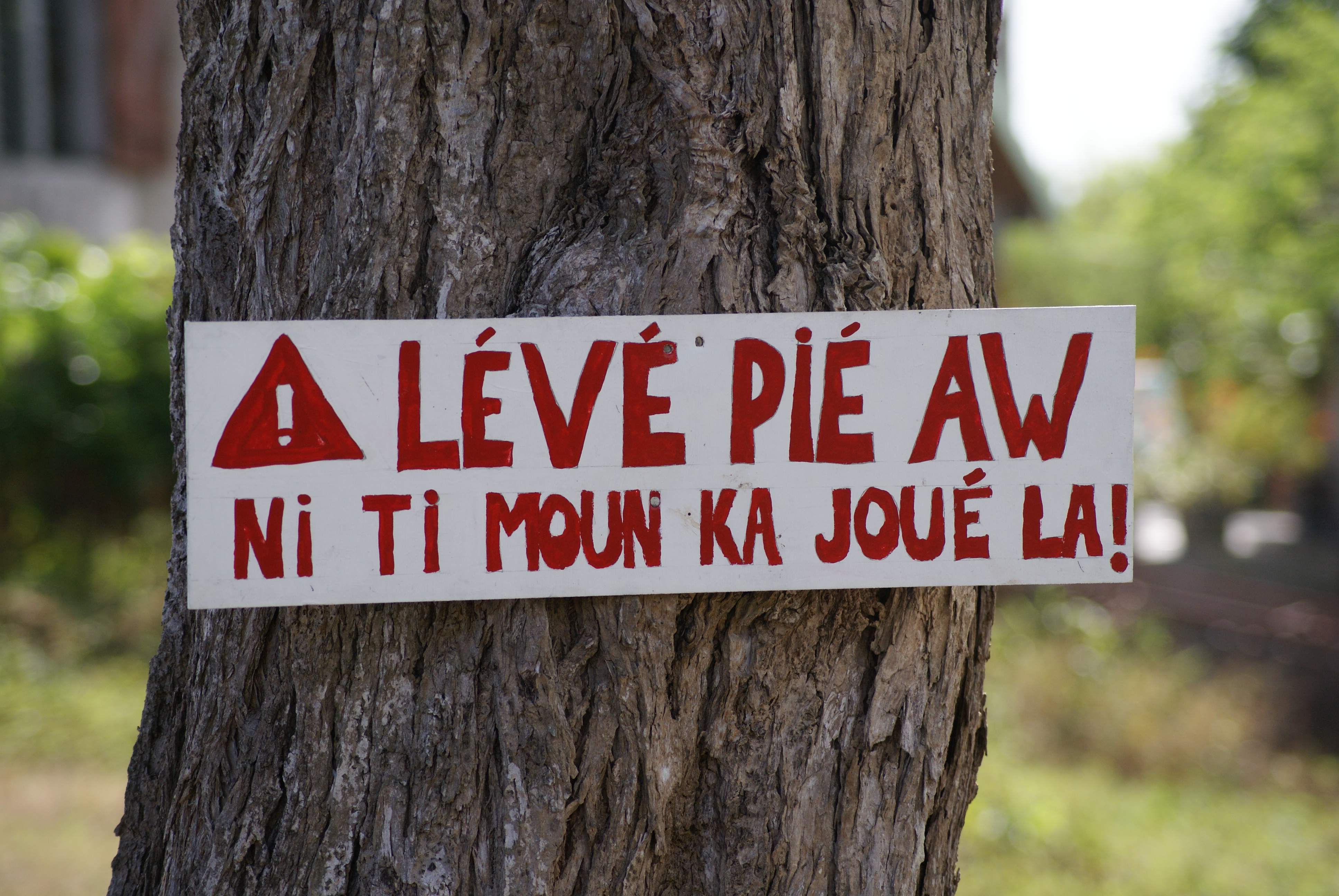
Inscripție în creola din Guadelupa, în traducere: „RIDICĂ PICIORUL [de pe accelerator] AICI SE JOACĂ COPII!”

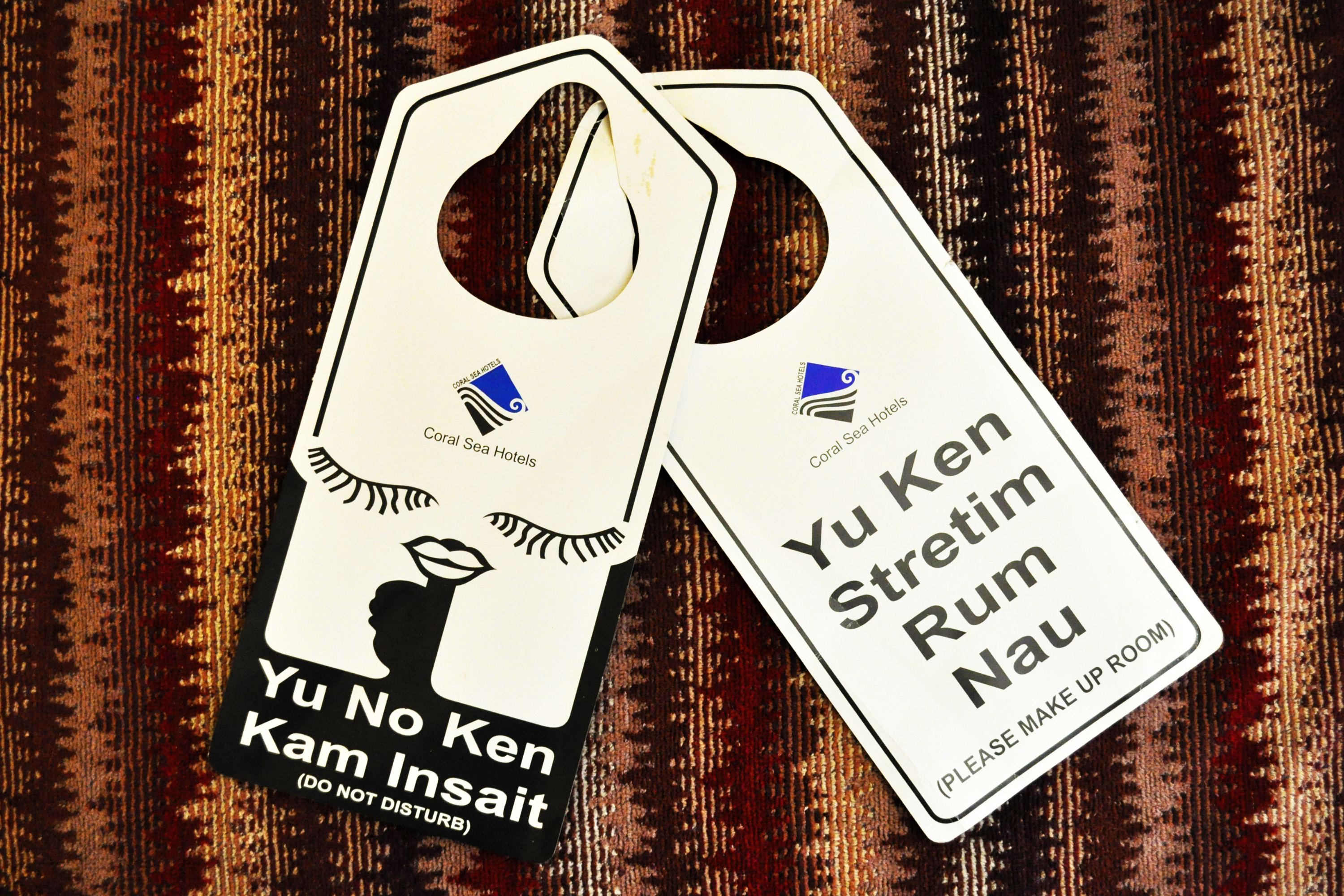
Inscripții pentru camere de hotel în tok pisin. În traducere literală, cea din stânga: „Nu puteți intra”; cea din dreapta: „Acum puteți face curat în cameră”.

În sociolingvistică, termenul limbă creolă denumește o limbă care a evoluat dintr-o limbă vehiculară mixtă, secundă pentru vorbitorii ei, într-o limbă maternă în sensul obișnuit al termenului. Limba mixtă de origine este de cele mai multe ori un pidgin, dar poate fi și un sabir.
Adjectivul „creolă” provine din cel spaniol criollo, criolla, la rândul său din cel portughez crioulo, crioula (derivat din verbul criar „a crea”), ce caracterizează la origine o persoană de origine europeană născută într-o colonie europeană din America.
În cele mai multe cazuri, pidginul de origine are ca suprastrat limba unei puteri europene care și-a cucerit un imperiu colonial după secolul al XVII-lea (franceza, spaniola, portugheza, engleza și olandeza), iar substratul lor este o limbă sau limbi ale unor popoare indigene din Africa, Asia de Sud și de Sud-Est, insulele din Oceanul Indian și din Oceanul Pacific, America de Nord, Centrală și de Sud, sau ale sclavilor duși dintr-o parte a lumii în alta, mai ales din Africa în America.
Pentru majoritatea lingviștilor, idiomurile creole sunt limbi, dar unii le tratează pe cele cu un anumit suprastrat ca pe o limbă care are mai multe varietăți.
Majoritatea limbilor creole sunt numai orale, lipsite de standardizare, de autonomie față de limba suprastrat și de istoricitate, de aceea unele au dispărut, precum cele cu suprastrat olandez, care au lăsat numai urme în alte limbi creole. Sunt totuși și limbi creole care au fost standardizate și chiar au devenit oficiale în foste colonii, precum limba creolă haitiană.

## Formare
Limbile mixte (pidginuri și sabiruri) din care s-au format cele creole erau limbi vehiculare însușite pe lângă limba maternă ca limbi secunde, în unele situații de contact între limbi, precum schimburi comerciale, colonizare, sclavie sau migrație, formate prin amestec de elemente din două sau mai multe limbi. Formarea lor era impusă de urgența necesității de avea un mijloc de comunicare în condiții în care părțile implicate nu se înțelegeau prin limba uneia sau a celeilalte. Limbile mixte erau reduse ca lexic la necesitățile tipului de relație în care erau vorbitorii lor, aveau un fonetism cu trăsături comune limbilor sursă și o structură gramaticală simplă. Din motive de ordin istoric sau sociocultural, unele limbi mixte au devenit limbi materne ale unei întregi comunități, printr-un proces numit de creolizare.
Chestiunile legate de creolizare sunt controversate. Încă în secolul al XIX-lea s-a observat că limbile creole prezintă mai multe trăsături gramaticale comune, chiar dacă au suprastraturi și substraturi diferite. Toate teoriile privitoare la geneza lor au căutat să explice acest fenomen.
Există o teorie a poligenezei limbilor creole, conform căreia fiecare s-ar fi format independent una de alta. Hugo Schuchardt, întemeietorul creolisticii, considera la sfârșitul secolului al XIX-lea că, în fiecare caz în parte, coloniștii și-ar fi simplificat în mod deliberat propria limbă, considerând-o prea complicată pentru cei cărora li se adresau. După Leonard Bloomfield, în schimb, vorbitorii limbilor substrat ar fi fost cei care au introdus primele alterări, iar apoi ar fi urmat un proces de interacțiune de imitații reciproce imperfecte ale modului de a vorbi al celor două părți, având ca rezultat întărirea erorilor.
Altă teorie este monogenetică, dezvoltată în anii 1960 de Douglas Taylor, Robert Wallace Thompson, William A. Stewart, Keith Whinnom etc. Deoarece primele colonii au fost portugheze, aceasta susține că toate pidginurile și limbile creole cu suprastrat european ar avea o origine unică, anume un pidgin portughez „panmondial”, iar cele cu alt suprastrat s-ar fi format prin așa-numita „relexificare”, adică înlocuirea lexicului portughez cu cuvinte din celelalte limbi europene, structurile lor rămânând cele ale pidginului portughez inițial.
Teorii mai recente, din anii 1980, leagă geneza limbilor creole de universaliile lingvistice. Derek Bickerton a explicat asemănările dintre aceste limbi prin modul similar în care s-ar fi format, emițând ipoteza numită a „bioprogramului”. Conform acesteia, limbile creole au apărut într-o singură generație, cea a copiilor născuți din vorbitori ai unei limbi mixte pe cale de a fi folosită în locul limbii substrat. Auzind în jurul lor structurile foarte simple ale limbii mixte, folosite inconsecvent și nesistematic, își foloseau capacitățile lingvistice înnăscute ce constau în accesul la o gramatică universală inaccesibilă adulților, ca să îi dea o structură regulată, vorbind-o în mod consecvent conform acesteia, ca pe o limbă „normală”, și fiind influențați numai în mod minimal de structura limbii substrat. Generațiile următoare o învățau deja ca limbă maternă, iar limba creolă astfel formată dobândea toate caracteristicile necesare pentru a-și îndeplini funcțiile comunicative ale oricărei limbi naturale, cu o complexitate formală și funcțională comparabilă cu a acestora, în limitele necesităților comunicative ale comunității care o folosea.

## Caracteristici
Unele caracteristici ale limbilor creole le continuă pe cele ale limbilor mixte de origine. Astfel, dacă aceasta a fost un pidgin, sistemul său fonologic este mai simplu decât al limbilor suprastrat și substrat, fiind compus din foneme comune acestora. Lexicul unei astfel de limbi creole este furnizat în marea sa majoritate de suprastrat. Structura gramaticală a limbilor creole este în general simplă, reținând structurile de bază și preferând structurile analitice celor sintetice, folosind cuvinte gramaticale, eliminând total sau în mare parte flexiunea și având topică fixă. În formarea cuvintelor, aceste limbi recurg frecvent la compunere din două elemente și la reduplicare, numai unele folosind și derivarea.
Bickerton a găsit o serie de trăsături comune limbilor creole, văzând în aceasta o dovadă a teoriei despre formarea lor, cea a bioprogramului. Printre aceste trăsături sunt următoarele:
- În propoziție negativă, și subiectul nedefinit, și complementul nedefinit, și predicatul sunt negate aparte, ex. non dag na bait non kyat „niciun câine n-a mușcat nicio pisică” (creola engleză din Guyana).
- Același cuvânt exprimă și verbul impersonal al existenței, și verbul posesiei, ex. get one wahine she get one daughter „este (există) o femeie care are o fată” (creola din Hawaii).
- Corespondentele verbului „a fi” sunt cuvinte diferite pentru folosirea cu complement circumstanțial de loc și ca verb copulativ, ex. a ben de na ini a kamra „(el/ea) era în cameră” vs. mi na botoman „(eu) sunt barcagiu” (creola engleză sranan din Surinam).
- Adjectivul exprimă predicatul nominal fără verb copulativ, ex. di pikni sik „copilul este bolnav” (creola engleză din Jamaica).
- Topica propoziției interogative nu diferă de cea a propoziției enunțiative, ex. i bai di eg-dem(?) „(el) a cumpărat oăle(?)” (creola engleză din Guiana).

## Variabilitate
Toate limbile creole, indiferent de gradul lor de evoluție și de standardizare, continuă să fie în contact cu limba care este suprastratul lor. De aceea, în fiecare dintre ele există varietăți sociale (sociolecte) în raport cu acesta, care fac parte dintr-un continuum lingvistic. Măsura în care sunt stăpânite de vorbitori depinde de mai mulți factori, în primul rând de gradul de școlarizare în limba suprastrat, apoi de contextul social, etnic, competența și adaptabilitatea vorbitorului și diverși factori psihici. Se disting trei varietăți principale: bazilectul, mezolectul și acrolectul, fără granițe clare între ele.
Bazilectul este varietatea de limbă creolă cea mai diferită de limba suprastrat. De exemplu, în creola din Antilele franceze, bazilectul este varietatea numită gros créole sau créole bitako.
Acrolectul este varietatea cea mai apropiată de limba suprastrat, dar nu este identic cu aceasta. Este folosit de vorbitori care au un nivel de școlarizare suficient ca să cunoască varietatea standard a limbii suprastrat, dar vorbesc aceasta cu unele particularități fonetice care țin de substrat. Astfel poate fi, de exemplu, un profesor care predă în limba suprastrat.
Mezolectul se situează între bazilect și acrolect, fără să fie clar identificabil. Unii sociolingviști disting în cadrul lui un mezolect superior (cel mai apropiat de acrolect), unul inferior (cel mai apropiat de bazilect) și unul mediu, situat între acestea.
David DeCamp, care a introdus noțiunea de continuum creol, dă ca exemplu de variante în continuumul creolei engleze din Jamaica propoziția mi tel am / a tel im / a told him, cf. en  I told him „(eu) i-am spus”. Unii vorbitori sunt capabili să treacă de la un nivel la altul, uneori în cadrul aceluiași discurs. Un exemplu este cel al folosirii cuvântului corespunzător lui „picior” de către un vorbitor de creolă engleză din Belize. În general, în limbile creole se folosește un singur cuvânt pentru laba piciorului și piciorul întreg. În creola din Belize, acesta este fut (< en  foot). Vorbitorul spune Wan shaak bait mi fut hia (cf. en  A shark bit my leg here) „Un rechin m-a mușcat de picior aici”, dar în minutul următor zice Main da maskito pan yu leg (cf. en  Mind that mosquito on your leg) „Fii atent la țânțarul ăla de pe piciorul tău”, cu cuvântul corect în engleză.
Apropierea limbii creole de limba suprastrat a fost numită decreolizare. Aceasta are un aspect general, privitor la limbă în ansamblu, și unul individual. Primul aspect se referă la faptul că se creează un continuum post-creol, atunci când limba își pierde din ce în ce mai mult vorbitorii și este pe cale de dispariție. Este, de pildă, cazul creolei franceze a afro-americanilor din Louisiana, care se pierde sub influența dialectului limbii franceze din Lousiana, numit cajun, a francezei standard predate de profesori din Franța, a dominanței limbii engleze și a statutului social defavorabil al vorbitorilor acestei creole. În cazul unor limbi creole viguroase, ca cea franceză din Haiti, cea engleză din Papua Noua Guinee sau cea engleză din Belize, nu există un continuum post-creol. Vorbitorii lor care cunosc acrolectul nu renunță la mezolect sau chiar la bazilect, ci le folosesc în funcție de situația de comunicare în care se află, prin urmare, în cazul lor, decreolizarea este individuală și ocazională.

## Statut social și juridic
Din cauza condițiilor istorice în care au luat naștere, limbile creole erau în primul rând ale băștinașilor din teritorii colonizate, ale sclavilor și migranților, categorii sociale defavorizate, care au rămas ca atare și după abolirea sclaviei și decolonizare. De aceea, limbile creole erau disprețuite chiar și de vorbitorii lor, limbile de prestigiu fiind cele suprastrat.
Cu timpul, statutul limbilor creole a evoluat în mod diferit de la una la alta. Unele, chiar dacă nu sunt pe cale de dispariție, rămân asociate unor categorii sociale defavorizate, prin urmare cu nivel de școlarizare nul sau scăzut. Un exemplu de asemenea creolă este cea engleză din Ghana.
Alte limbi creole, viguroase prin numărul lor de vorbitori, care nu scade, nu mai sunt disprețuite în secolul al XXI-lea, au prestigiu în rândul vorbitorilor lor, inclusiv în al celor care cunosc bine și limba suprastrat. Exemple de astfel de limbi creole sunt cele din teritoriile de peste mări ale Franței. Printre alte limbi locale, și limbile creole franceze din Guadelupa, Guyana franceză, Réunion și Martinica sunt recunoscute la fel ca limbile regionale din Franța metropolitană. Nivelul de școlarizare din aceste teritorii, prin urmare și cunoașterea limbii franceze, sunt comparabile cu cele din metropolă, prin urmare există o pătură de intelectuali care au ca limbă maternă creola și cunosc foarte bine și franceza, dar prețuiesc creola. Datorită acestora, limbile creole sunt predate în sistemul de învățământ, inclusiv în universități, în care se formează și profesori de creolă. Ele nu mai au doar aspect oral, ci sunt și scrise, pe cale de standardizare, prin elaborarea de dicționare, gramatici și manuale.
Există și literatură artistică în limbi creole cu suprastrat francez, ale cărei începuturi timide se situează în secolul al XVII-lea, primii autori fiind creoli în sensul inițial al cuvântului, adică de origine europeană. În 1885 a apărut la Paris romanul Atipa, scris în creola franceză din Guiana de un autor cu pseudonimul Alfred Parépou. Este primul roman scris complet într-o limbă creolă, de 227 de pagini, o satiră a societății coloniale din Cayenne. Literatura în creola franceză a sporit mai ales după anii 1970.
În ciuda acestor progrese, printre intelectualii de limbă creolă franceză există sentimentul pericolului în care se află limba, deoarece nu mai există condițiile economice în care aceasta trăia în mod natural, deși numai în formă orală. În secolul al XXI-lea s-ar putea păstra numai într-un cadru juridic adecvat, dar lipsește politica lingvistică ce ar putea asigura aceasta.
Câteva limbi creole au ajuns la statutul de limbă națională și oficială alături de limba suprastrat. Astfel sunt creola franceză din Haiti sau cea engleză din Vanuatu, numită bislama. În Papua Noua Guinee sunt chiar două limbi creole oficiale, cea engleză numită tok pisin și cea numită hiri motu, având ca suprastrat limba motu.

## Clasificare
Limbile creole pot fi clasificate în primul rând după natura limbii mixte din care au evoluat, apoi după limba lor suprastrat, dacă au avut o asemenea limbă. În funcție de aceasta se deosebesc limbi creole cu bază lexicală franceză, portugheză etc.
Majoritatea limbilor creole au evoluat din pidginuri, limbi mixte formate de regulă între două limbi, sau între mai multe, având o singură limbă suprastrat. Alte limbi creole, mult mai puține, s-au format din sabiruri, alcătuite pe baza mai multor limbi, dintre care nu se poate identifica una singură ca suptrastrat. Exemple:
- limbi creole din pidginuri:

- cu suprastrat o limbă europeană:

- romanice:

- franceză, ex. creola din Haiti;
- portugheză, ex. creola din Capul Verde;
- spaniolă, ex. chabacano din Filipine;

- germanice:

- engleză, ex. bislama din Vanuatu;
- germană, ex. unserdeutsch din Papua Noua Guinee (pe cale de dispariție);
- olandeză, ex. negerhollands din Insulele Virgine (dispărută);

- cu suprastrat o limbă neeuropeană:

- malaieză, ex. creola din Kupang;
- motu: hiri motu din Papua Noua Guinee;

- limbi creole din sabiruri, ex. sango din Republica Centrafricană[44].